# Rørvig
Rørvig is een plaats in de Deense regio Seeland, gemeente Odsherred.
De plaats telt 1053 inwoners (2008). Dit is het uiterste puntje van een landhoofd en van hier vertrekt een ferry naar Hundested.

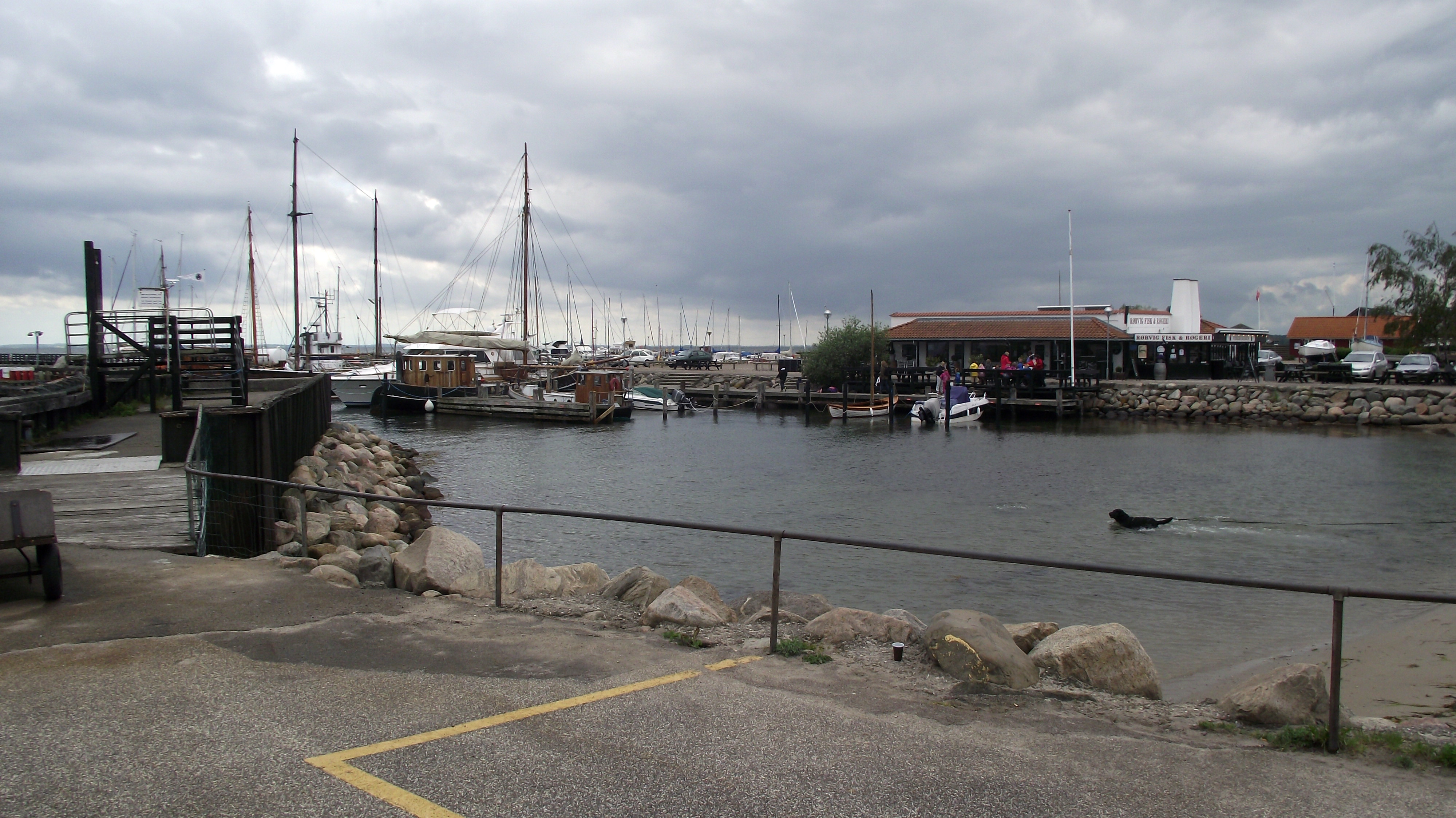
Zicht van de haven.

- Virtual International Authority File: 237473859